# Ciobanu
Ciobanu est une commune du județ de Constanța en Roumanie.